# Amélia Mingas
Amélia Arlete Vieira Dias Rodrigues Mingas (Ingombota, Luanda, 1946) és una professora i lingüista angolesa.

## Biografia
Pertany a una família d'influents músics angolesos i amb implicacions polítiques. El seu pare André Rodrigues Mingas, fou opositor al salazarisme i passà uns anys al camp de concentració de Tarrafal. El seu oncle fou el conegut músic Liceu Vieira Dias i els seus germans els també músics Rui Mingas i André Mingas.
Estudià primària i secundària a Luanda. Es llicencià en filologia germànica a la Facultat de Lletres de la Universitat de Lisboa i es doctorà en lingüística general i aplicada a la Universitat René Descartes de París.
Treballà com a professora d'ensenyament secundari i com a coordinadora de llengua portuguesa a l' Instituto Superior de Ciências de Educação de Luanda (ISCED) i directora de l' Instituto Nacional de Língua do Ministério da Cultura. Simultanejà aquests càrrecs amb la càtedra de lingüística bantu a la Universitat Agostinho Neto.
Entre 2006 i 2010 fou directora executiva de l'Institut Internacional de la Llengua Portuguesa, amb seu a Praia, Cap Verd, que defensava l'establiment d'una política lingüística comuna amb els altres estats que tenen el portuguès com a llengua oficial.
Va participar en diversos seminaris i simposis a l'interior i a l'estranger lligats a la problemàtica de les llengües africanes i el portuguès. Va publicar Interferência do Kimbundu no Português Falado em Lwanda i ha publicat tres treballs d'investigació relatius a una llengua del grup kikongo, l'iwoyo, parlat a la província de Cabinda.